# Comuna de Sorkwity
Sorkwity (polaco: Gmina Sorkwity) é uma gminy (comuna) na Polónia, na voivodia de Vármia-Masúria e no condado de Mrągowski. A sede do condado é a cidade de Gielądzkiego.
De acordo com os censos de 2004, a comuna tem 4620 habitantes, com uma densidade 25 hab/km².

## Área
Estende-se por uma área de 184,56 km², incluindo:
- área agricola: 50%
- área florestal: 28%

## Demografia
Dados de 30 de Junho de 2004:
|                      | Total   | Total | Mulheres | Mulheres | Homens  | Homens |
| -------------------- | ------- | ----- | -------- | -------- | ------- | ------ |
|                      | pessoas | %     | pessoas  | %        | pessoas | %      |
| População            | 4620    | 100   | 2313     | 50,1     | 2307    | 49,9   |
| Densidade (pop./km²) | 25      | 100   | 12,5     | 12,5     | 12,5    | 12,5   |

De acordo com dados de 2002, o rendimento médio per capita ascendia a 1334,28 zł.

## Subdivisões
- Borowe, Borowski Las, Burszewo, Choszczewo, Gizewo, Jełmuń, Jędrychowo, Kozłowo, Maradki, Nibork, Pustniki, Rozogi, Rybno, Sorkwity, Stama, Surmówka, Stary Gieląd, Szymanowo, Warpuny, Zyndaki.

## Comunas vizinhas
- Biskupiec, Dźwierzuty, Kolno, Mrągowo, Piecki, Reszel